# Héraclès (Macédoine)
Pour les articles homonymes, voir Héraclès (homonymie).
Héraclès (en grec ancien Ἡρακλῆς / Héraklès), né vers 327 av. J.-C., mort en 309, est un fils d'Alexandre le Grand et de Barsine, fille du satrape perse Artabaze. Il est assassiné sur ordre de Polyperchon.

## Biographie
Héraclès est mentionné par toutes les sources antiques de l'histoire d'Alexandre, excepté Arrien. Il est né en Bactriane vers 327 av. J.-C. de l'union entre Alexandre et Barsine qui est sa concubine depuis 333 av. J.-C. Il tire son nom du héros mythologique dont les Argéades prétendent descendre.
Lorsqu'Alexandre épouse Roxane en 327, Barsine se retire avec son fils à Pergame, qui fait partie de l'ancienne satrapie de son père Artabaze. La suite de son enfance n'est pas connue. À la mort d'Alexandre en juin 323, seul Néarque, qui a épousé la fille de Barsine et de Mentor lors des noces de Suse, considère Héraclès comme le successeur légitime.
Après le meurtre d'Alexandre IV ordonné par Cassandre en 310, Polyperchon, l'ancien successeur d'Antipater à la régence de Macédoine, entre de nouveau en conflit contre lui. Aussi il prend sous sa protection Héraclès et le présente comme un successeur potentiel. Polyperchon lève par ailleurs une armée considérable de 20 000 hommes. Cassandre, plutôt que de s’engager dans un combat difficile, propose à Polyperchon de conserver ses possessions. En 309, Héraclès et sa mère, périssent empoisonnés sur ordre de Polyperchon qui entend s'attirer de la sorte les bonnes grâces de Cassandre. 
Héraclès est le dernier candidat masculin au trône des Argéades : peu de temps après sa mort, et celle de son demi-frère Alexandre IV, les Diadoques se proclament rois. Sa mort qui suit de peu celle de son demi-frère est fatale à la dynastie des Argéades. Avec lui s'éteint la lignée d'Alexandre le Grand.

## Sépulture
En 2008, une urne funéraire a été mise au jour dans l'ancienne capitale des Argéades à Aigai. Elle contient les restes calcinés d'Héraclès ainsi qu'une couronne de feuilles et de glands de chêne en or datant de la seconde moitié du IVe siècle av. J.-C..